# Criva de Jos, Olt
Criva de Jos este un sat ce aparține orașului Piatra-Olt din județul Olt, Oltenia, România.